# 国际货运代理
国际货运代理（International freight forwarding agent）是指国际货运代理组织接受进出口货物收货人、发货人的委托，以委托人或自己的名义，为委托人办理国际货物运输及相关业务，并收取劳务报酬的经济活动。

## 相关流程
（一）海运：
1. 客户委托
2. 订舱委托（货代→海运货代管理）
3. 托运单制作（货代→海运货代管理）
4. 做箱计划（货代→海运货代管理）
5. 订舱（港口→海运出口→订舱）
6. 提空箱（港口→海运出口→提空箱）
7. 交重箱（港口→海运出口→交重箱）
8. 出口收汇核销单-申领（外贸企业→收汇核销单申领）
9. -出口收汇核销单-发放（外汇管理局→收汇核销单发放）
10. 出口收汇核销单-备案（外贸企业→收汇核销单口岸备案）
11. 出口报关-预录入（货代→报关预录入）
12. 出口报关-审单（海关→电子口岸执法系统）
13. 出口审单放行（报关大厅→出口审单放行）
14. 出口收汇核销单-验核（海关→电子口岸执法系统）
15. 装船（港口→海运出口→装船）
16. 结关（报关大厅→结关）
17. 签发提单（港口→海运出口→签发提）
18. 出口收汇核销单-交单（外贸企业→收汇核销单交单）
19. 收汇核销（外汇管理局→收汇核销）
20. 退税数据报送（外贸企业→退税数据报送）
21. 受理退税（国税局→受理退税）
22. 结束。

（二）空运：